# Citra Scholastika

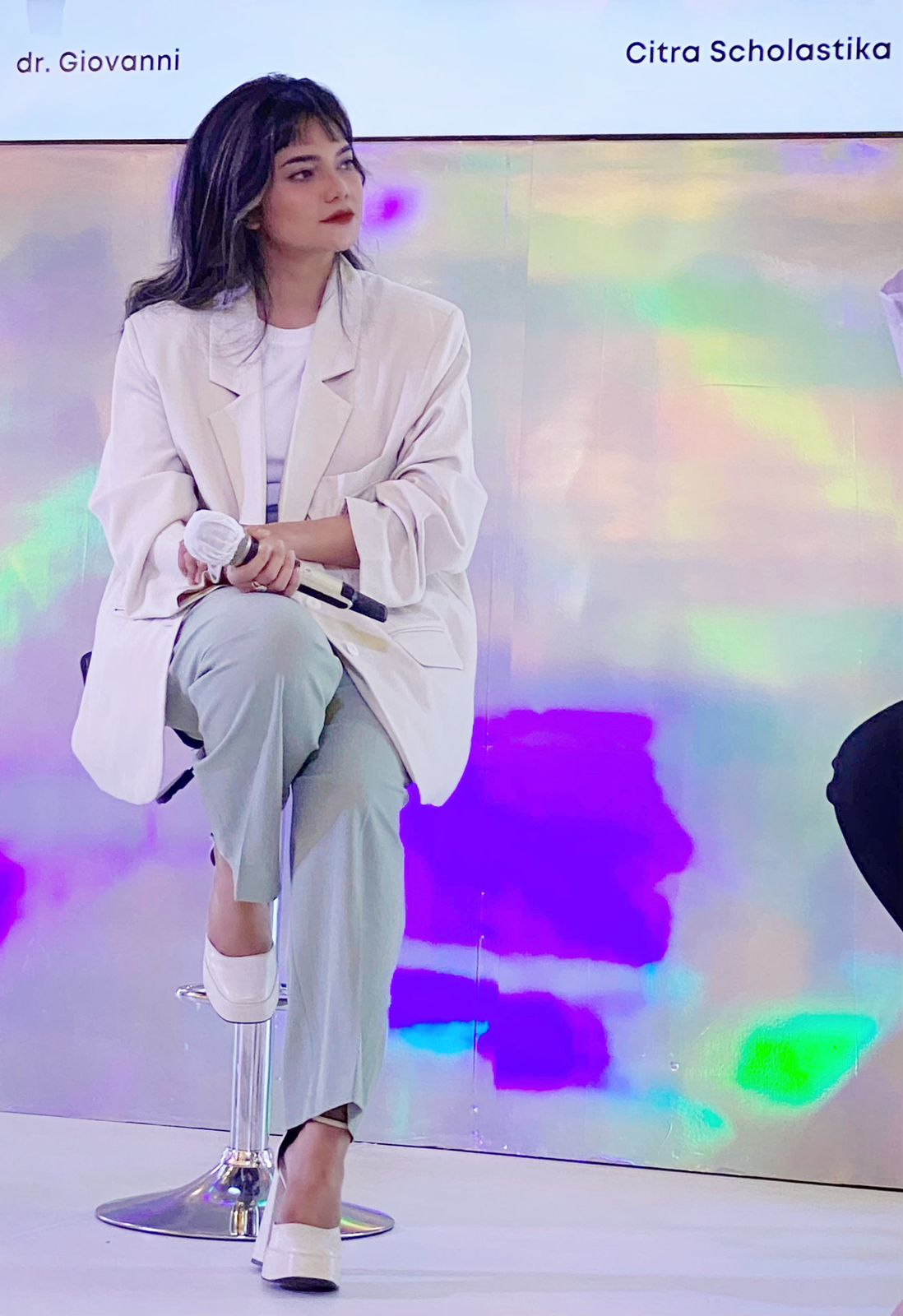
Citra Scholastika in 2023

Skolastika Citra Kirana Wulan (nacida el 5 de junio de 1993), conocida artísticamente como Citra Scholastika, es una cantante indonesia de música pop y jazz. Fue una de las concursantes más jóvenes de Indonesian Idol de la sexta temporada. Su padre trabajaba en el PT. Freeport de Indonesia y su madre es propietaria de una panadería comercial. Antes de convertirse en una de las finalistas en Indonesian Idol, Citra Scholastika fue eliminada en la tercera ronda y volvió a ingresar al comodín. Su interés por el canto comenzó a la edad de cuatro años, cuando ella comenzó a cantar en un coro de una iglesia. 

### Singles
- "Everybody Knew" (2011)
- "Pasti Bisa" (2011)
- "Galau Galau Galau" (2012)
- "Sampaikan" (2012)
- "Sadis" (2013)
- "Berlian" (2013)
- "Alasan Terbesar" (feat. Piyu, 2013)
- "Seruan Kebaikan" (2013)
- "Denganmu" (2013)
- "PertolonganMu" (Christian song, maybe 2013)
- "Turning Back to You" (2014)
- "Melawan Perasaan" (feat. Piyu, 2015)
- "Biarkan Ku Sendiri" (2015)
- "You and Me" (2015)
- "Patah Hati" (2016)
- "Dulu Kini Nanti" (from Mars Met Venus, 2017)
- "You Don't Have to Go" (2018)
- "Serta-Mu" (Christian song, maybe 2019)
- "Hati-Hati Cinta" (2020)
- "Teman Tapi Mesra" (2020)
- "Rencana-Mu" (Christian song, 2021)
- "Syahdu Natal" (Christian song, 2022)
- "Pernah Singgah" (from Layangan Putus: The Movie, 2023)

## Álbum de estudio
- Pasti Bisa (September 2013)
- Tuhan Melihat Hati (2014)
- Love & Kiss (2015)